# Fred Delmare
Fred Delmare (24 de abril de 1922 - 1 de mayo de 2009) fue un actor alemán.
Nació en Hüttensteinach. Apareció en varias películas y series de televisión, en 70 episodios en In aller Freundschaft entre 1998 y 2006.
Murió el 1 de mayo de 2009.